# Zhukou (köpinghuvudort i Kina, Zhejiang Sheng, lat 27,70, long 118,91)
Zhukou (kinesiska: 竹口, 竹口镇) är en köpinghuvudort i Kina. Den ligger i provinsen Zhejiang, i den östra delen av landet, omkring 310 kilometer sydväst om provinshuvudstaden Hangzhou. Antalet invånare är 8 335. Befolkningen består av 3 822 kvinnor och 4 513 män. Barn under 15 år utgör 17,0 %, vuxna 15-64 år 73 %, och äldre över 65 år 9,0 %.
Runt Zhukou är det ganska tätbefolkat, med 90 invånare per kvadratkilometer. Närmaste större samhälle är Weitian, 12,7 km väster om Zhukou. I omgivningarna runt Zhukou växer i huvudsak blandskog.
Genomsnittlig årsnederbörd är 2 442 millimeter. Den regnigaste månaden är juni, med i genomsnitt 445 mm nederbörd, och den torraste är oktober, med 37 mm nederbörd.